# 澤尻站
澤尻站（日语：／ Sawajiri eki */?）是位於秋田縣大館市十二所，屬於東日本旅客鐵道（JR東日本）的花輪線車站。

## 歷史
- 1928年（昭和3年）7月11日：秋田鐵道（日语：秋田鉄道）開設澤尻停留場，當時位於北秋田郡十二所町（日语：十二所町）。
- 1929年（昭和4年）12月4日：成為季節性停留場。
- 1934年（昭和9年）6月1日：秋田鐵道國有化，成為鐵道省（國鐵）車站。
- 1944年（昭和18年）11月11日：車站暫停服務。
- 1962年（昭和37年）2月1日：車站重開。
- 1987年（昭和62年）4月1日：伴隨國鐵分割民營化，車站由東日本旅客鐵道（JR東日本）營運。

## 車站構造
此站是地面車站，設有1面1線的單式月台。由於此站的月台長度較短，因此3卡以上編成的列車只會開啟前2卡車門。月台上設有候車室。而此站是由鹿角花輪站管理的無人車站。

## 車站周邊
- 秋田縣道66號十二所花輪大湯線（日语：秋田県道66号十二所花輪大湯線）
- 國道103號（日语：国道103号）
- 三哲神社（日语：三哲神社）
- 老犬神社（日语：老犬神社）
- 米代川（日语：米代川）

## 巴士路線
站前設有秋北巴士澤尻宮前巴士站
- 鹿角市（厚生醫院前（日语：かづの厚生病院）、鹿角花輪站前、花輪營業所）方向
- 勞災醫院前（日语：秋田労災病院）、扇田醫院前（日语：大館市立扇田病院）、市立醫院前（日语：大館市立総合病院）、大館站方向

## 相鄰車站
東日本旅客鐵道（JR東日本）
■花輪線
土深井－澤尻－十二所

## 注腳
1. 1 2  . JR東日本. 東日本旅客鐵道. 2020年11月14日  [2020年11月14日] （日语）.

## 外部連結
- 車站資訊（澤尻）：東日本旅客鐵道（日語）